# Elecciones presidenciales de Venezuela de 1858
Las elecciones presidenciales de Venezuela de 1858 inician el 9 de julio de 1858 cuando se llevan a cabo los escrutinios por el Congreso de la República para elegir al sucesor de Pedro Gual como Presidente de la República. En estos comicios resultó vencedor el militar Julián Castro Contreras con el 85.18 % de los sufragios.

## Contexto histórico
Después de que José Tadeo Monagas cambiara la constitución en 1856 en busca de una tercera reelección, esto sumado a la crisis económica y política que atravesaba el país provoca la llamada Revolución de Marzo, que depone al gobierno de José Tadeo Monagas y lo obliga a huir del país, convocándose a la formación de una Convención Nacional y posteriormente unas nuevas elecciones para elegir al nuevo presidente de la república.

## Candidatos
Para estos comicios se presentaron cuatro aspirantes al cargo, los cuales eran:
- Fermín Toro, destacado político, diplomático, escritor, docente y botánico caraqueño, que ya se había desempeñado como diputado al Congreso del Estado entre 1832 y 1835, período en el cual también presidió la Cámara baja, y después en 1848; además de ministro de Hacienda en 1847.
- Julián Castro Contreras, militar y político petareño, quien ya había sido Gobernador de la Provincia de Apure en 1849 y de la Provincia de Carabobo entre 1855 y 1858. Además, había sido el principal comandante de la Revolución de Marzo, que logró deponer al Presidente José Tadeo Monagas.
- Manuel Felipe de Tovar, político, filántropo y humanista caraqueño, ya había sido miembro del Ayuntamiento capitalino, diputado al Congreso del Estado y Presidente de la Cámara de Diputados.
- Pedro Gual, destacado abogado, periodista, político, estadista y diplomático caraqueño, quien se encontraba ejerciendo la Presidencia provisional del Estado de Venezuela tras la deposición de José Tadeo Monagas como presidente en 1858.

## Resultados
El ganador de las elecciones fue el militar Julián Castro.
|  | 85.18 % |

|  | 9.26 % |

|  | 2.78 % |

|  | 1.85 % |